# Imprenta en Valencia

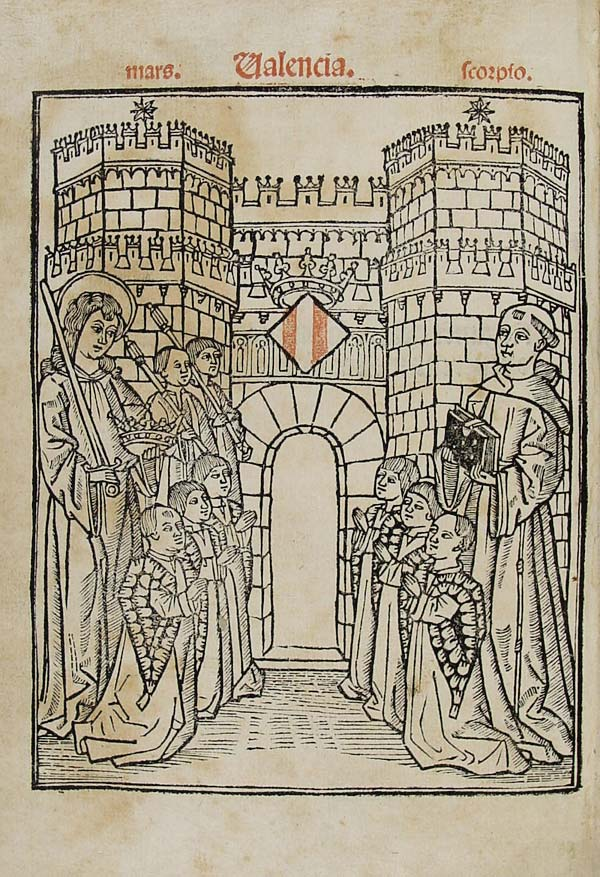
Portada de la edición incunable del Regiment de la Cosa Pública impreso en Valencia por Cristòfor Cofman en 1499

En la ciudad de Valencia se instaló una de las primeras imprentas de España, la de Jacobo Vitzlán, comerciante alemán que representaba a la familia de los Ravensburg. De su taller se hizo cargo el maestro impresor Lambert Palmart en la que en el año 1474 (dos años después de Juan Párix) se imprimió uno de los primeros incunables españoles, Les Trobes en lahors de la Verge Maria (considerado como el primer libro literario impreso en España en valenciano). Lambert Palmart publicó más de una docena de obras hasta 1493, año en que vendió su negocio. Entre sus autores figuran Aristóteles, Salustio, Mela, Esopo y Jiménez. También publicó una Biblia en colaboración con Alonso Fernández de Córdoba, platero y maestro impresor.
La tradición de la imprenta pronto llegaría a crecer debido a que diversos impresores de origen alemán se fueron instalando en esta ciudad, como Nicolás Spindeler (que imprimió entre otras obras el Tirant lo Blanch) , Pere Hagenbah y Leonard Hutz, en la que existe una larga tradición de elaboración de papel, introducida por los árabes (molinos árabes de Játiva).
Este auge en la industria impresora así como el gran crecimiento sociocultural, desarrollan un momento de especial esplendor del Reino de Valencia, así como el nacimiento del Siglo de Oro valenciano.
A finales del siglo XV y principios del XVI en la ciudad de Valencia convivían impresores, encuadernadores, curtidores e ilustradores, todos ellos alcanzaron fama y prestigio. En Valencia se imprimió el primer incunable fechado, el Comprehensorium, con colofón del 25 de febrero de 1475, pero sin impresor conocido. Y en el año 1477 la Tertia pars Summa Theologica considerado el primer incunable con todos los datos completos (impresor y fecha).